# Simon Tahamata
Simon Melkianus Tahamata (ur. 26 maja 1956 w Vught) – były holenderski piłkarz, grający na pozycji napastnika.
Zaczynał karierę w małym mieście Tiel, w klubie o nazwie Theole. Potem trafił do znanej szkółki piłkarskiej Ajaksu Amsterdam. Tahamata do pierwszego zespołu został włączony w sezonie 1976–1977. W Eredivisie zadebiutował 24 października 1976 roku w wygranym 7-0 meczu z zespołem FC Utrecht. Ten lewoskrzydłowy już w następnym sezonie był graczem pierwszej jedenastki i przez 3 lata gry w Ajaksie był jednym z objawień. Wtedy to w Ajaksie brylowali Ruud Geels, Frank Arnesen czy Søren Lerby. Tahamata 2 razy był Mistrzem Holandii (1979 i 1980) oraz 1 raz zdobył Puchar Holandii (1979).
W 1980 roku Tahamata przystał na transfer do belgijskiego Standardu Liège. Przez 4 sezony w 129 meczach zdobył 40 bramek, a Standard w tym czasie zdobył 2 tytuły mistrzowskie w latach 1982 i 1983. W 1984 Tahamata wrócił do Holandii. Tym razem zasilił szeregi Feyenoordu. Tam grał 3 sezony jednak nie zdobywając żadnych trofeów. W 1987 roku powrócił tym razem do Belgii i trafił do drużyny Beerschotu Antwerpia, a w 1990 roku był zawodnikiem Germinalu Ekeren, w którym grał do 1996 roku, kończąc piłkarską karierę w wieku 40 lat. Ogółem w belgijskiej ekstraklasie rozegrał aż 408 meczów, zdobywając 71 goli.
W reprezentacji Holandii Tahamata zadebiutował 22 maja 1979 roku w zremisowanym 0-0 meczu z Argentyną. Jednak nie zagrał nigdy w wielkiej imprezie. Ogółem wystąpił w niej 22 razy i zdobył 2 bramki.